# 섬노린재나무
섬노린재나무(Symplocos coreana)는 제주도 산지에 나는 낙엽관목이다. 높이는 3-5m이다. 잎은 어긋나며 넓은 도란형, 끝이 길게 뾰족하고, 길이 5-8cm, 뒷면은 연한 녹색이다. 맥 위에 털이 퍼져 나며, 가장자리에 뾰족한 톱니가 있고, 잎자루가 있다. 꽃은 흰색, 지름 1cm, 햇가지 끝에 원추꽃차례로 달리고, 꽃차례의 길이 4-7cm, 화관은 5갈래, 갈래는 타원형, 마르면 연한 노란색으로 변한다. 열매는 핵과로 난형이며 암흑색으로 익는다. 개화기는 5-6월이며 결실기는 9월이고 자, 판목, 신탄재 등으로 쓰인다.